# Вигман, Мэри
Мэри Вигман (англ. Mary Wigman, первоначально Мари́ Ви́гманн, нем. Marie Wiegmann; 13 ноября 1886, Ганновер — 19 сентября 1973, Берлин) — немецкая танцовщица, хореограф. Её называли «величайшей артисткой Германии». Училась у пионеров свободного танца — Далькроза, Лабана. Создала собственный стиль — экспрессивный танец, не похожий ни на балет, ни на неогреческий лиричный танец Дункан, ни на восточную экзотику, популярную среди танцоров начала XX века.

## Биография
Детство прошло в Германии эпохи Вильгельма II. Родители, преуспевающие владельцы магазинов колониальных товаров, дали ей имя, которое напоминало о дальнем родстве семейства с английской аристократией. Мэри хотела учиться медицине, но её родители боялись, что она станет «синим чулком». Вместо этого ей было разрешено изучать языки в Англии. Примириться с уготованной ролью жены и домохозяйки она не могла и разорвала две помолвки. Наконец она услышала о том, что швейцарский композитор и преподаватель музыки Эмиль Жак-Далькроз открывает недалеко от Дрездена в Хеллерау школу, где будет преподавать новый предмет — ритмическую гимнастику: нечто среднее между свободным танцем и подготовкой к игре на музыкальном инструменте. Выпускники получали диплом преподавателей музыки и ритмики.
Вигман впервые увидела выступление учеников Далькроза в Амстердаме, потом побывала на концерте других танцовщиц: знаменитых сестёр Визенталь из Вены. Лёгкость и «греческая» непосредственность их танца поразили её. Несмотря на то, что ей было уже 23 года — возраст, в котором редко начинали учиться танцам, — Вигман поступила в школу Далькроза в Хеллерау. Для этого ей пришлось порвать с семьёй; примирение состоялось позднее. Вигман писала, что её всегда разрывали два непримиримых стремления — к «человеческому, женскому», с одной стороны, и к «одиночеству и танцу», с другой. Слова эти были парафразой из Ницше, который противопоставил всему «человеческому, слишком человеческому» — миру обычных людей — своего Сверхчеловека, танцующего на заснеженных горных вершинах.